# سیل‌بند فین
سیل بند فین مربوط به دوره صفوی است و در کاشان، ۷ کیلومتری غرب باغ فین واقع شده و این اثر در تاریخ ۱۷ اسفند ۱۳۸۱ با شمارهٔ ثبت ۷۶۶۶ به‌عنوان یکی از آثار ملی ایران به ثبت رسیده است.